# پائولو روفینی (هنرپیشه)
پائولو روفینی (ایتالیایی: Paolo Ruffini؛ زادهٔ ۲۶ نوامبر ۱۹۷۸) بازیگر، کمدین، مجری تلویزیون، فیلم‌نامه‌نویس، و کارگردان فیلم اهل ایتالیا است.
از فیلم‌ها یا مجموعه‌های تلویزیونی که وی در آن‌ها نقش داشته‌است، می‌توان به بار دوم فراموش نمی‌شود، کریسمس در ریو، پینوکیو، فیر فاکتور و حالت پرواز اشاره نمود.